# 台湾绣线菊
台湾绣线菊（学名：Spiraea formosana），为蔷薇科绣线菊属下的一个植物种。其种加词“formosana”意为“台湾的”。